# Ferrimagnetismus

ferrimagnetické uspořádání

Ve fyzice ferrimagnetický materiál je ten, ve kterém magnetický moment atomů na různých podmřížkách je v protikladu jako u antiferomagnetismu, ale protikladné momenty jsou nerovné a spontánní magnetizace zůstává. To nastane když jsou podmřížky složeny z různých materiálů nebo iontů (jako Fe2+ a Fe3+).
Ferrimagnetické materiály jsou jako paramagnety v tom, že neukazují žádné magnetické uspořádání nad určitou teplotou (Néelova teplota) a pod ní jsou jako ferromagnety v tom, že mohou držet spontánní magnetizaci. Ale někdy existuje teplota pod Curieovou teplotou, při které 2 podmřížky mají stejné momenty a výsledkem je čistý nulový magnetický moment, který se nazývá kompenzační bod.